# Verticordia interioris
Verticordia interioris är en myrtenväxtart som beskrevs av Charles Austin Gardner och Alexander Segger George. Verticordia interioris ingår i släktet Verticordia och familjen myrtenväxter. Inga underarter finns listade i Catalogue of Life.